# Šamac
Šamac (cirill írással Шамац, korábbi hivatalos nevén Bosanski Šamac / Босански Шамац) város és község Bosznia-Hercegovina északkeleti részén, a boszniai Szerb Köztársaság területén.

## Fekvése
A Száva-folyó jobb partján, a Boszna-folyó torkolatánál, a horvátországi Slavonski Šamac városával szemben fekszik. A Boszna és a Száva-folyók találkozása 83 méterrel a tengerszint felett, míg maga a városközpont 86 méterrel a tengerszint felett található. A talajt fiatal üledékes rétegek alkotják, amelyek a Pannon-tenger, majd később a folyók lerakódásával alakultak ki. A Pannon-tenger vastag agyag-, homok-, márga- és konglomerátumrétegeket halmozott fel. A Száva-folyó nyugat-keleti irányban folyik, melybe a terület összes vize belefolyik. A Boszna-folyó torkolatától a Száva Orašje felé kanyarog. A Száva még a legalacsonyabb vízállás idején is hajózható a folyami hajók számára. Télen a Száva befagyhat, de az Orašje felé eső részén, míg Šamac közelében a Boszna folyó közelsége és hatása miatt ritka. A Boszna folyó ezen a szakaszon nyugat-északkeleti irányban folyik. A folyómeder keskeny és kanyargós. A Boszna sok kavicsot szállít, amelyet a torkolatnál rak le. Ez a kavics első osztályú minőségű, és építőiparban használják. A Boszna torkolatának helye, amely ma Šamac közelében található, a múltban többször is változott Šamac és Orašje között.

## Éghajlata
A területet mérsékelt kontinentális éghajlat jellemzi. Az éves átlaghőmérséklet 11°C. A legmelegebb hónap július (havi átlaghőmérséklet 22°C), a leghidegebb pedig január (havi átlaghőmérséklet -0,5°C). A csapadékos napok száma összesen 117, ebből 94 esős és 23 havas. A legtöbb csapadék júniusban, a legkevesebb pedig februárban hullik.

## A község települései
Batkuša, Bosanski Šamac, Brvnik, Crkvina, Donja Slatina, Donji Hasić, Gajevi, Gornja Slatina, Gornji Hasić, Grebnice, Kornica, Kruškovo Polje, Novo Selo, Obudovac, Pisari, Srednja Slatina, Škarić, Tišina és Zasavica.

## Népessége

### A község népessége
| Nemzetiségi csoport | Népesség 1991 | Népesség 2013 |
| ------------------- | ------------- | ------------- |
| Szerb               | 13628         | 13256         |
| Bosnyák             | 2263          | 1265          |
| Horvát              | 14731         | 2426          |
| Jugoszláv           | 1755          | 27            |
| Egyéb               | 613           | 299           |
| Összesen            | 32960         | 17273         |

### A város népessége
| Nemzetiségi csoport | Népesség 1991 | Népesség 2013 |
| ------------------- | ------------- | ------------- |
| Szerb               | 1755          | 3449          |
| Bosnyák             | 2178          | 1253          |
| Horvát              | 827           | 227           |
| Jugoszláv           | 1195          | 19            |
| Egyéb               | 284           | 185           |
| Összesen            | 6239          | 5133          |

## Történelem
A régészeti leletek tanúsága szerint a mai Bosanski Šamac község területén már az őskorban is éltek emberek, ami a civilizáció régóta tartó folytonosságára utal ezen a területen. A Kruškovo Polje falu északkeleti szélén található Kulište régészetileg feltárt lelőhelye a legrégebbi újkőkori település Bosanski Šamac környékén. A lelőhelyen kovakőből készült balták, kések és kerámiatöredékek maradványait találták meg. A leletek alapján az is megállapítható, hogy a rézkor és bronzkor embere is otthagyta kultúrájának nyomait ezeken a területeken, és hogy a római korból és a középkori civilizációból származó maradványokat is találtak itt. I. e. 400-ig Posavina területét illír törzsek lakták, akiket a kelták inváziója elnyomott. A rómaiak érkezése az első század elejére nyúlik vissza, amikor a terület a római Pannónia provinciához tartozott. Egyes, nem bizonyított adatok szerint a Bosznia és a Száva folyók találkozásánál egy Ad Basante nevű római település állt, amely egy stratégiailag fontos út állomása volt Marsonia (Bród) és Sirmium (Szávaszentdemeter - a provincia székhelye) városai között. A megbízható régészeti nyomok hiánya mellett azonban bizonytalanságot okoz a Bosznia és a Száva folyók találkozásának helye is, amely a történelem során gyakran változtatta helyzetét, a keleti Orašjétól a nyugati Šamacig. A Žandrak folyó medrében és Kuliste lelőhelyen római téglamaradványokat és kerámiatöredékeket találtak. A 4. század második felében a gótok, majd a hunok hatoltak be Pannóniába, a szlávok pedig 6. század végén érkeztek meg a a területre.
A Nyugatrómai Birodalom bukásával a boszniai Posavina régió Bizánc, majd a korai szerb állam részévé vált. Časlav szerb fejedelem uralkodása alatt Raška része volt, egészen Bosznia függetlenné válásáig, körülbelül 960-ig. Ezután a horvátok, a magyarok és a bosnyák királyok uralma váltakozott. A terület a középkori Bosznia és Magyarország, majd később Törökország és Magyarország választóvonalán feküdt, ami gyakori hatalomváltásokhoz vezetett. A magyar hadjáratok és Bosznia meghódítására irányuló kísérletek rendszerint a Boszna völgyén keresztül haladtak, később pedig az oszmánok és a magyarok gyakran összecsaptak ezen a helyen.
Úgy tartják, hogy II. Mehmed oszmán szultán Agadž Hisar (favár) erődöt építtetett itt, miközben 1460-ban az utolsó boszniai király, Tomašević István ellen harcolt, és hogy a király 1463 júniusában bevette és lerombolta ezt az erődöt. Bosznia 1463-as eleste után a mai Šamac területe nem került azonnal oszmán uralom alá, hanem a Beriszló család birtokába került, akiknek székhelye Szlavóniában volt. Ez a nemesi család ezekben az években Magyarország, majd később Ausztria oldalán állt. 1536-ban a törökök elfoglalták Dobor erődítményét Modrica közelében, és birtokba vették a Szávától délre fekvő összes területet. A 16. és 18. század között a terület gyakran cserélt gazdát, felváltva Ausztria és Törökország uralta. Az osztrákok a Boszna folyó völgye mentén törtek be Boszniába, a törökök pedig átkeltek a Száván és megszállták Szlavónia területét.
Šamacot 1725-ben említik először Lukačev Šanac, azaz Lukács-sánc néven. 1718-1739 között a Habsburg Birodalom része volt. Šamac község területe volt az 1858-as protinai felkelés székhelye, amelyet az Orašjében szolgáló Stevan Avramović ortodox pap vezetett. A jobbágyfelkelés közvetlen okai a helyi bégek által bevezetett nagy adók voltak, melyek a helyi lakosság egyharmadának kifosztását jelentették. A lázadást a török hadsereg véres beavatkozása verte le, és A. Sz. Jonin akkori orosz konzul feljegyzései szerint a konfliktus során a lázadók felégették Šamac falut, aholbban az időben egy török vámház állt.
A mai községi központot, Šamac városát csak 1863-ban alapították a Boszna és a Száva folyók találkozásánál. 1863-ra már csak néhány ház és vámház állt a Bosznia torkolatánál. Abban az évben a török hatóságok úgy döntöttek, hogy véglegesen betelepítik a mai Šamac városközpontjának számító területet szerb menekültekkel, akik főként Užice és Sokol környékéről érkeztek. Salih Effendi Mukevit tervei alapján mintegy 300 házat építettek, míg a városrendezési terv kidolgozását, az építést és a felügyeletet francia mérnökökre bízták. A franciák egy olyan várost terveztek, amelynek utcái derékszögben keresztezték egymást, ástak egy új csatornát - a Zhandrakot (állítólag egy francia mérnök nevezte el Jeanne d’Arc-ról), és megépítették a Šamac - Tišina utat, valamint egy hidat a csatorna felett. Az új várost (az akkori török szultán, Abdul Aziz után) Gornja Aziziának nevezték el, de ezt a nevet a nép nem fogadta el, így 1878 után a város hivatalos neve Bosanski Šamac lett.
A település 1878-ig tartozott az Oszmán Birodalomhoz. Ekkor a berlini kongresszus határozata alapján az Osztrák-Magyar Monarchia része lett. 1879-ben az első osztrák-magyar népszámlálás során az Orašjei járáshoz tartozó településnek, 243 háztartása, 802 muszlim, 122 ortodox és 31 római katolikus lakosa volt. 1910-ben a Gradačaci járáshoz tartozó településen 429 háztartást, 1167 muszlim, 462 római katolikus és 395 ortodox lakost találtak. A monarchia szétesésével 1918-ban előbb a Szerb-Horvát-Szlovén Királyság, majd 1929-től a Jugoszláv Királyság része lett. 1921-ben a településnek 2031 lakosa volt, közülük 1089 muszlim,  435 római katolikus, 434 ortodox, 65 izraelita, 6 evangélikus és 2 görög katolikus volt. Az 1929-es törvény értelmében, amikor Bosznia-Hercegovinát négy banovinára, Drinskára, Vrbaskára, Zetskára és Primorskára osztották, a település a Vrbaska banovina (Orbászi Bánság) része lett, amelynek székhelye Banja Luka volt. 1939-ben a közigazgatás átszervezésével a Hrvatska banovina (Horvát Bánság) része lett. 
A második világháborúban Jugoszlávia megszállása után a Független Horvát Állam (NDH) része lett. A második világháború után 1992-ig a település a szocialta Jugoszlávia keretében a Bosznia-Hercegovinai Népköztársaság része volt. Šamac intenzív fejlesztése a Šamac–Szarajevó vasútvonal 1947-es megépítésével kezdődött, amely a JSZSZK egyik első infrastrukturális fejlesztése volt.
A boszniai háború kezdetén, geostratégiai helyzete miatt Šamac 1992 elején az akkoriban szemben álló felek katonapolitikai tevékenységének egyik "gócpontjává" vált. A JNA egységei az év április első feléig tartották fenn a térség békéjét. 1992. április 16-áról 17-ére virradó éjszaka a Bosznia-Hercegovinai Szerb Köztársaság Területvédelmi egységei a JNA önkéntes egységeivel és a Szerb Köztársaság Belügyminisztériumával együttműködve megakadályozták a horvát hadsereg egységeinek behatolását a Száva folyón átívelő hídon, majd 1992 júniusáig az összes horvát egységet kiűzték a város környékéről. Az 1991-ben relatív horvát többségű városból a horvát és a bosnyák/muszlim lakosság a boszniai háborúban (1992–1995) nagyrészt elmenekült, így az szerb többségűvé vált. (A 17 ezer nem szerb lakosból a hágai Nemzetközi Törvényszék adatai szerint a tisztogatásokat követően 300 maradt). A boszniai háborút lezáró daytoni békeszerződés rendelkezése alapján az ország területét felosztották a Bosznia-hercegovinai Föderáció és a boszniai Szerb Köztársaság között, melynek következtében Šamac a Szerb Köztársaság része lett. A község addigi nevéből (Bosanski Šamac) a szerb vezetés – más települések neveihez hasonlóan – kitörölte a „boszniai” jelentésű előtagot. (A rövidített alak máig hivatalos).

## Gazdaság

### Ipar
A községben jelentős a fafeldolgozó ágazat (famegmunkálás és bútorgyártás), az ipari fűzfa termesztése és feldolgozása (80 hektár ipari fűzfaültetvény bútorok, kosarak és egyéb termékek előállítására), a fémfeldolgozó ágazat (vízmelegítők, vízszivattyúk, hordók gyártása, fémszerkezetek gyártása, épületasztalos munkák stb.), valamint a textilipar. Ugyancsak jelentős a kavics- és homokbányászat. A Boszna sok kavicsot szállít, amelyet a torkolatnál rak le. Ez a kavics első osztályú minőségű, és építőiparban használják.

### Mezőgazdaság
Šamac községben kiváló minőségűek mezőgazdasági területek és hatalmas a vízkészlet. A regisztrált háztartások száma 5609, amelyből 400 mezőgazdasági üzemként van bejegyezve (mezőgazdasági termeléssel és mezőgazdasági termékek feldolgozásával foglalkozó jogi és fizikai személyek, amelyek szerepelnek az üzemek nyilvántartásában). Šamac község 18 365 hektáros területéből mezőgazdasági terület 14 633 ha (79,68%), erdőterület pedig 1906 ha (10,38%). Jelentős a gyümölcsök és zöldségek, gabonafélék, valamint a hús termelése és feldolgozása.

### Kereskedelem
Rendkívül kedvező földrajzi elhelyezkedésének köszönhetően Šamac községben kedvező feltételei vannak a kereskedelmi tevékenység fejlesztésének. A középkor óta azon a helyen, ahol később a szorosabb értelemben vett városmag kiépült, kompátkelőhely működött, amelyen keresztül árucsere zajlott Magyarország és északon Ausztria, valamint Bosznia, vagy később az Oszmán Birodalom között. Már az ókorban is áthaladt a területen egy római út, amely Marsoniát (Slavonski Brod) és Sirmiumot (Sremska Mitrovica) kötötte össze. Az elmúlt néhány évben néhány kereskedelmi vállalat tevékenységének köszönhetően Šamac község területén a kereskedelem fejlődése jelentősen fellendült.

## Kultúra
A helyi kulturális élet fő szervezője a Šamac Kulturális Központ, melynek célja, hogy kihasználja Šamac fekvésének és turisztikai kínálatának komparatív előnyeit, együttműködve más kulturális tevékenységet folytató szervezetekkel, és a város imázsát vonzó, a belföldi és külföldi turisták által egyaránt látogatott úti célként alakítsa ki. A kulturális és művészeti tevékenységek a Központ egyik kiemelt tevékenységei közé tartoznak, amelyeket különféle rendezvényeken és kulturális tartalmakon keresztül valósít meg. A Šamac Kulturális Központ színházi előadásokat, koncerteket és egyéb zenei rendezvényeket szervez. Gyakran szervez érdeklődő szerzők könyveinek és folyóiratainak promócióit, különösen az aktuális kiadásokat, valamint különféle kerekasztal-beszélgetéseket és fórumokat. Minden filmkedvelőnek lehetősége nyílik a legújabb filmek megtekintésére is. Megalakulása óta a Központ a kultúra területének ernyőszervezete a községben.
Főbb kulturális rendezvények:
- Önkormányzat Napja
- Könyv- és virágvásár
- Šamaci Nyár
- Méz, feldolgozott élelmiszerek és hagyományos termékek vására
- Téli varázslat a folyótorkolatnál

## Oktatás
Šamac község a fejlett oktatási és kulturális hagyományokkal rendelkező községek közé tartozik. Az első iskola 1832-ben nyílt meg Obudovacon, a másik pedig Šamacban 1885-ben kezdte meg működését.
- Šamac Általános Iskola, Šamac. Ma az iskolának 33 osztálya és 720 tanulója van. A regionális iskola Tišinán található.

- Nikola Tesla Gimnázium, Šamac. Az iskola a következő szakok és oktatási szakmák szerint oktatja a diákokat: gimnázium (általános szak), közgazdaságtan, jog és kereskedelem (gazdasági technikus, kereskedő), gépészet és fémmegmunkálás (autószerelő, vízvezeték-szerelés, lakatos és fémmegmunkálás forgácsolással). Az iskolában 19 osztályban 444 diák tanul.

## Sport
Šamac község azon települések közé tartozik, amelyek méretéhez képest jelentős számú sportklubbal és csapattal rendelkezik. Šamac környékén hét férfi és egy női futballklub működik, amely 2018-ban alakult. A két sakkklub közül az egyik az első ligában, a másik az második ligában játszik, két röplabdaklub, valamint egy karateklub is van a községben. A sportklubok működésébe való befektetések mellett az elmúlt években bizonyos pénzügyi forrásokat fektettek be sportlétesítmények átalakításába és építésébe.
- Az FK Borac Šamac Bosznia-Hercegovina egyik legrégebbi klubja (1919-ben alapították), jelenleg a köztársaság második ligájában szerepel.

## Nevezetességei
- A Boszna és a Száva folyók találkozásánál fekvő Šamac község ideális helyszín a hajózási turizmushoz és a vízi sportokhoz, a nyaraláshoz és a kikapcsolódáshoz. A „Tisina” vizes élőhely- és mocsárkomplexum a Kis-Tisina, a Nagy-Tisina, az Odmut-tó és az alkalmankénti Žandrak vízfolyás vizes élőhelyeiből és mocsaraiból áll. Ez egy természetvédelmi terület tipikus vizes élőhelyi növényzettel (175 növényfaj), fontos halfajok (21 faj) és mintegy 150 madárfaj élőhelye, amelyek közül 33 veszélyeztetett faj Európában, és nemzetközi egyezmények védik. A Tisina-tó a Közép- és Észak-Európából vonuló madarak egyik legfontosabb táplálkozó- és pihenőhelye. A tó mintegy 830 hektáros területet foglal el a Száva folyó árterében, a két boszniai entitás határán.[9]

- Szent Demeter tiszteletére szentelt ortodox temploma

- Jézus Szíve tiszteletére szentelt római katolikus plébániatemploma

- Azizija-mecset

## Híres emberek
Bosanski Šamacban több, nemzetközi hírnevet szerzett személy is született. Közéjük tartozik Alija Izetbegović néhai boszniai elnök, Zoran Đinđić, a meggyilkolt szerb miniszterelnök, Sulejman Tihić, a boszniai elnökség bosnyák tagja, valamint Predrag Nikolić jugoszláv, majd boszniai sakknagymester.
- Itt született Valentiny Antal magyar nyelvész, bibliográfus, könyvtártudományi szakíró.

## Külső hivatkozások
- Šamac község hivatalos oldala (szerbül)